# (4534) Rimskij-Korsakov
(4534) Rimskij-Korsakov est un astéroïde de la ceinture principale.

## Description
(4534) Rimskij-Korsakov est un astéroïde de la ceinture principale. Il fut découvert le 6 août 1986 à Naoutchnyï par Nikolaï Tchernykh. Il présente une orbite caractérisée par un demi-grand axe de 2,80 UA, une excentricité de 0,18 et une inclinaison de 7,2° par rapport à l'écliptique.
Cet astéroïde a été nommé en l'honneur du compositeur russe Nikolaï Rimski-Korsakov (1844-1908).